# Ламбдаизъм
Ламбдаизъм е фонетично явление, при което определени съгласни звукове преминават в звук „л“. Названието произлиза от името на гръцката буква „ламбда“ (л).

## Ламбдаизъм в тюркските езици
Особено значение за изучаването и възстановяването на тюркския праезик е следното явление. На звука š в древнотюркски и в останалите тюркски езици съответства звук l в чувашки и в думи от прабългарски, запазени в българския език.
Пример за това дава следното сравнение:
| чувашки | български | други тюркски  | значение                                   |
| ------- | --------- | -------------- | ------------------------------------------ |
|         | сулица    | şiş (тур.)     | копие (стб.), шиш                          |
|         | колчан    | кеš (др-тюрк.) | колчан (праб.> тат.>рус.)                  |
| чул     |           | taş (тур.)     | камък                                      |
| утмăл   |           | altmış (тур.)  | шейсет                                     |
| телек   |           | düş (тур.)     | сън                                        |
| шĕл     | шиле      | şişek (тур.)   | зъб (чув.), шиле < „животно с млечни зъби“ |

Според теорията на „зетацистите“ (Рамщед, Рясянен, Менгес, Илич-Свитич и др.) в тюркския праезик са съществували два вида l, като означеното от тях като l2 се слива с обикновеното l в западните тюркски (огурски) езици (прабългарски, чувашки), а преминава в š във всички останали, условно наречени източни тюркски езици. Най-ранните писмени паметници на древнотюркски език, Орхонските надписи засвидетелстват š. Гореспоменатите учени, а и някои други (Хелимски, Старостин) се основават на факта, че всички ранни тюркски заемки в други езици (напр. унгарски) показват наличие на l, вместо š, напр.
Други учени, т. нар. „ротацисти“ (Гомбоч, Немет, Щербак, Рона-Таш, Яхунен) поддържат противоположното мнение, че изходният звук е š и че фонетичната промяна е настъпила само в огурските езици. Тя обаче не може да обясни как попадат тюркски заемки с l в монголските или самоедските езици в Северен Сибир. Това би означавало езикови малцинства (чуваши или прабългари) да се движат сред преобладаващо š-говорещо население на огромна територия и да налагат своето произношение на чужди езикови групи, което не съответства на историческите данни.